# Ljuders socken
Ljuders socken i Småland som ingick i Konga härad i Värend, ingår sedan 1971 i Lessebo kommun och motsvarar från 2016 Ljuders distrikt i Kronobergs län.
Socknens areal är 116 kvadratkilometer, varav landytan är 107. År 2000 fanns här 1 050 invånare. Tätorten Skruv och kyrkbyn Ljuder med sockenkyrkan Ljuders kyrka ligger i socknen. 
Ljuders socken är känd som den bygd varifrån personerna i Vilhelm Mobergs utvandrarepos härstammar.

## Administrativ historik
Ljuders socken har medeltida ursprung. Socknen har tillhört samma fögderier och domsagor som Konga härad. De indelta soldaterna tillhörde antingen Konga kompani vid Kalmar regemente eller Livkompaniet vid Kronobergs regemente.
Vid kommunreformen 1862 övergick socknens kyrkliga frågor till Ljuders församling och dess borgerliga frågor till Ljuders landskommun. Den senare uppgick 1971 i Lessebo kommun. Den 1 januari 2016 inrättades distriktet Ljuder, med samma omfattning som församlingen hade 1999/2000.

## Geografi
Ljuders socken ligger i sydöstra delen av Kronobergs län och begränsas i norr av sjön Läen. Söder om sjön ligger Braåsen med toppar upp till 220 meter över havet. Området består av en flack skogsbygd.

## Fornminnen
En hällkista är känd från Sävsjö Norregård och vid Kråksjö finns järnåldersgravar.

## Namnet
Namnet som kommer från kyrkbyn var "Liutersaas" 1368 . Förleden liuther är möjligen taget från Ljuderssjön vars grundbetydelse kan vara den ljudande. Efterleden är -ås. Ljudersås blev på 1400-talet nedkortat till endast Ljuder och socknen är tidigast belagt 1434 som "j Liwdher sokn".

### Fotnoter
1. 1 2 3  Svensk Uppslagsbok andra upplagan 1947–1955: Ljuder socken
2. 1 2  Harlén, Hans; Harlén Eivy (2003). Sverige från A till Ö: geografisk-historisk uppslagsbok. Stockholm: Kommentus. Libris 9337075. ISBN 91-7345-139-8
3. ↑  Administrativ historik för Ljuder socken (Klicka på församlingsposten). Källa: Nationella arkivdatabasen, Riksarkivet.
4. 1 2  Sjögren, Otto (1931). Sverige geografisk beskrivning del 2 Östergötlands, Jönköpings, Kronobergs, Kalmar och Gotlands län. Stockholm: Wahlström & Widstrand. Libris 9939
5. 1 2 3  Nationalencyklopedin
6. ↑  Fornlämningar, Statens historiska museum: Ljuders socken
7. ↑  Fornminnesregistret, Riksantikvarieämbetet: Ljuders socken Fornminnen i socknen erhålls på kartan genom att skriva in sockennamn (utan "socken") i "Ange geografiskt område"
8. ↑  Svenskt ortnamnslexikon. Språk- och folkminnesinstitutet 2003. ISBN 91-7229-020-X